# Neoleptoneta furtiva
Neoleptoneta furtiva là một loài nhện trong họ Leptonetidae.
Loài này thuộc chi Neoleptoneta. Neoleptoneta furtiva được Willis J. Gertsch miêu tả năm 1974.